# Emanuel Mini
Pour les articles homonymes, voir Mini.
Emanuel Mini (né le 14 juin 1986, à Merlo) est un coureur cycliste argentin, ancien membre de l'équipe Novo Nordisk.

## Biographie
Emanuel Mini est originaire de Merlo, une commune située dans la province de San Luis. D'abord joueur de football, il pratique ce sport durant près de vingt ans. Il commence ensuite à se consacrer au cyclisme en 2010. Seulement deux ans plus tard, il est diagnostiqué d'un diabète de type 1. 
Après y avoir effectué un stage, il intègre la réserve de Novo Nordisk en 2015. Il passe ensuite professionnel en 2018 dans l'équipe première, composée uniquement de coureurs atteints d'un diabète de type 1.

## Palmarès
- 2016
  - 2e de l'Alabama State Road Race Championship